# Dafneforias

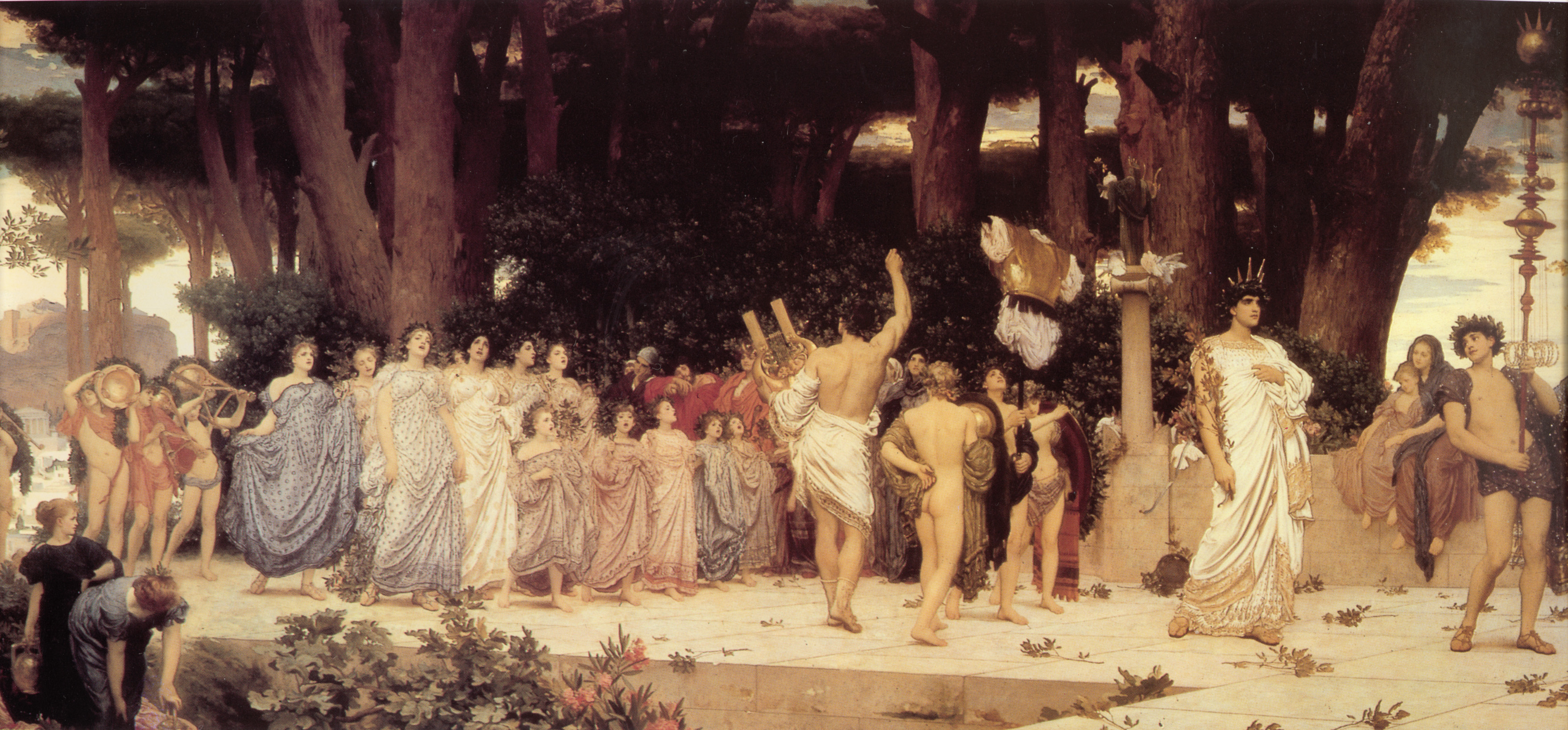
Dafneforia, Frederic Leighton, (1876)

Las dafneforias eran fiestas que en honor de Apolo que celebraban los beocios. 
El héroe en las fiestas se llamaba dafnéforo, vestía magníficamente con los cabellos tendidos, ceñida la cabeza de una corona de oro, con un calzado llamado ificratidi y llevaba un ramo de olivo adornado de guirnaldas de laurel y flores en cuyo remate había un globo de bronce representando el sol. De este globo pendía otro más pequeño que significaba la luna y luego otros que indicaban las estrellas. Alrededor de estos globos había sesenta y cinco coronas que eran el tipo de la revolución anual del sol. 
Al dafnéforo precedía un deudo suyo con una vara adornada de guirnaldas y seguía un coro de vírgenes con ramos en las manos caminando todos hacia el templo de Apolo Imenio, donde se cantaban himnos.